# Mátraverebély
Mátraverebély är en ort i Ungern.   Den ligger i provinsen Nógrád, i den norra delen av landet, 80 km nordost om huvudstaden Budapest. Mátraverebély ligger 178 meter över havet och antalet invånare är 2 197.
Terrängen runt Mátraverebély är kuperad åt sydost, men åt nordväst är den platt. Runt Mátraverebély är det ganska tätbefolkat, med 134 invånare per kvadratkilometer. Närmaste större samhälle är Parádsasvár, 16,1 km öster om Mátraverebély. I omgivningarna runt Mátraverebély växer i huvudsak lövfällande lövskog.